# サスバトン
サスバトンは、ホール・劇場などに舞台機構として設置されているバトンのうち、特に舞台照明器具(灯体＝サスペンションライト)を吊るして使用する、舞台照明用のバトンである。略して｢サス｣ともいう。サスバトンを大型化、かつ｢吊り橋｣状にして作業要員が乗り込める構造にした｢照明ブリッジ（ライトブリッジ）｣があるが、これも｢サス｣と呼称する場合もある。
サスバトンは照明器具に電源を供給するコンセントボックス（フライダクト）がバトン上部などに装備されており、催物にあわせて任意の位置に灯体を吊るして接続することにより、舞台面に対して上方からの照明効果を得ることができる。
なお、他の照明器具付きのバトン、ボーダーライトやアッパーホリゾントライトはサスバトンではなく、｢ボーダー｣、｢アッパー｣などと呼称され区別される（ホール・劇場などによっては、ボーダーライトが共吊りされている場合もあるが、その場合は｢ボーダーサス｣と呼ぶ例もある）。